# آندری یاهودکا
آندری یاهودکا (اوکراینی: Андрій Ягодка؛ زادهٔ ۶ ژوئیهٔ ۱۹۸۸) شمشیرباز اهل اوکراین است.